# La Chapelle-Moulière
La Chapelle-Moulière település Franciaországban, Vienne megyében. Lakosainak száma 730 fő (2022. január 1.). La Chapelle-Moulière Bellefonds, Bonnes, Bonneuil-Matours, Liniers, Montamisé és Saint-Georges-lès-Baillargeaux községekkel határos.

## Népesség
A település népességének változása:
| Lakosok száma | 662  | 683  | 713  | 705  | 716  | 726  | 728  | 736  | 730  |
|               | 2013 | 2015 | 2016 | 2017 | 2018 | 2019 | 2020 | 2021 | 2022 |